# Erwin Stresemann
Erwin Friedrich Theodor Stresemann (Dresden, 22 de novembro de 1889 – Berlim Oriental, 20 de novembro de 1972) foi um naturalista e ornitólogo alemão. Stresemann foi um ornitólogo de grande amplitude que compilou um dos primeiros e mais abrangentes relatos de biologia aviária de seu tempo como parte do Handbuch der Zoologie. No processo de seus estudos sobre aves, ele também produziu um dos mais extensos relatos históricos sobre o desenvolvimento da ciência da ornitologia. Ele influenciou vários ornitólogos ao seu redor e supervisionou o desenvolvimento da ornitologia na Alemanha como editor do Journal für Ornithologie. Ele também se interessou por poesia, filosofia e linguística. Publicou uma monografia sobre a língua Paulohi baseada em estudos feitos durante sua expedição ornitológica à ilha Indonésia.

## Primeiros anos
Erwin Stresemann nasceu em Dresden, filho de Richard Stresemann, um boticário, e Marie Stresemann (nascida Dunkelbeck). Seu avô, Theodor, era dono da farmácia Zum Roten Adler em Berlin-Kölln, enquanto seu pai e um irmão, Gustav, eram donos da Mohrenapotheke em Dresden desde 1876. A família era rica, proporcionando um ambiente estimulante e ele se interessou por besouros e mantinha um viveiro. Quando ele ingressou no Vitzthum Gymnasium, o professor de matemática e biologia, Dr. Otto Koepert, deu a Erwin a tarefa de organizar a coleção de aves americanas e africanas da escola. Em uma idade relativamente jovem, ele foi capaz de viajar para Heligoland, Bornholm e Moscou. Após o colegial, ele foi estudar zoologia na Universidade de Jena em 1908, e depois se transferiu para a Universidade Ludwig Maximilian de Munique para estudar com Richard von Hertwig, e ainda mais tarde na Universidade de Mineração e Tecnologia de Freiberg. Ele fez contato com Ernst Haeckel e estudou biologia marinha em Bergen. Ele fez uma pausa de 1910 a 1912 para ingressar como ornitólogo na "Segunda Expedição de Freiburg" às Molucas (1910–12). A expedição foi liderada por Karl Deninger, um geólogo que visitou as ilhas em 1906-1907. Eles se juntaram ao etnólogo Odo Deodatus Tauern. O custo teve de ser suportado pelos participantes, e Stresemann preparou-se sobre a fauna, geologia e etnologia das Molucas. Ele foi para Tring e consultou Ernst Hartert e então escalou colinas e treinou para suportar o calor escalando o Monte Vesúvio. Os três tinham um barco construído sob medida, mas ele não chegou às Molucas quando chegaram a Cingapura em um Lloyd Steamer em setembro de 1910. Eles interagiram com os Sekai através do explorador italiano G. Emilio Cerruti que viveu lá por duas décadas (como o rei da tribo). O barco deles, Friborg, chegou em novembro, mas o barco não foi bem e eles ficaram presos em Bali. O reparo do barco em Java levaria três semanas com Deninger cuidando dele enquanto Stresemann e Tauern cruzavam Bali examinando a fauna (acrescentando 53 novas espécies de pássaros de Bali). O Friborg afundou enquanto Deninger voltava para Bali e, posteriormente, todas as viagens foram feitas em um navio holandês. Eles viajaram para o centro de Ceram e, durante esse tempo, Stresemann se interessou muito pelos aborígenes nativos. Ele passou seis meses estudando o idioma e explorando Buru. Eles finalmente retornaram à Europa em 1º de abril de 1912 com 1200 peles de pássaros. Stresemann então estudou as coleções de pássaros no Museu Walter Rothschild em Tring, onde Ernst Hartert trabalhava. Seu estudo foi apoiado por Rothschild, e várias novas espécies foram nomeadas em sua homenagem. Stresemann também publicou seus estudos sobre a quase extinta língua Paulohi e escreveu uma monografia sobre o tema e um artigo sobre relações linguísticas. Ele também publicou sobre os costumes religiosos em Ceram. Stresemann também se interessou por poesia, pelos escritos de Goethe, Descartes e Bismarck. Os estudos de Stresemann foram interrompidos pela Primeira Guerra Mundial e ele foi recrutado, servindo inicialmente em uma unidade de artilharia na Frente Ocidental. A partir de um balão ancorado usado para estudar a precisão da artilharia, ele fez estudos com telêmetros sobre as alturas de voo dos andorinhões. Ele foi transferido para a Itália e foi ferido em novembro de 1917. Ele voltou à Munique e retomou seus estudos e formou-se com especialização em zoologia e especialização em botânica e antropologia. Ele estudou brevemente com Richard von Hertwig em Munique e examinou a avifauna da Macedônia. Ele se formou summa cum laude em março de 1920.

## Aves

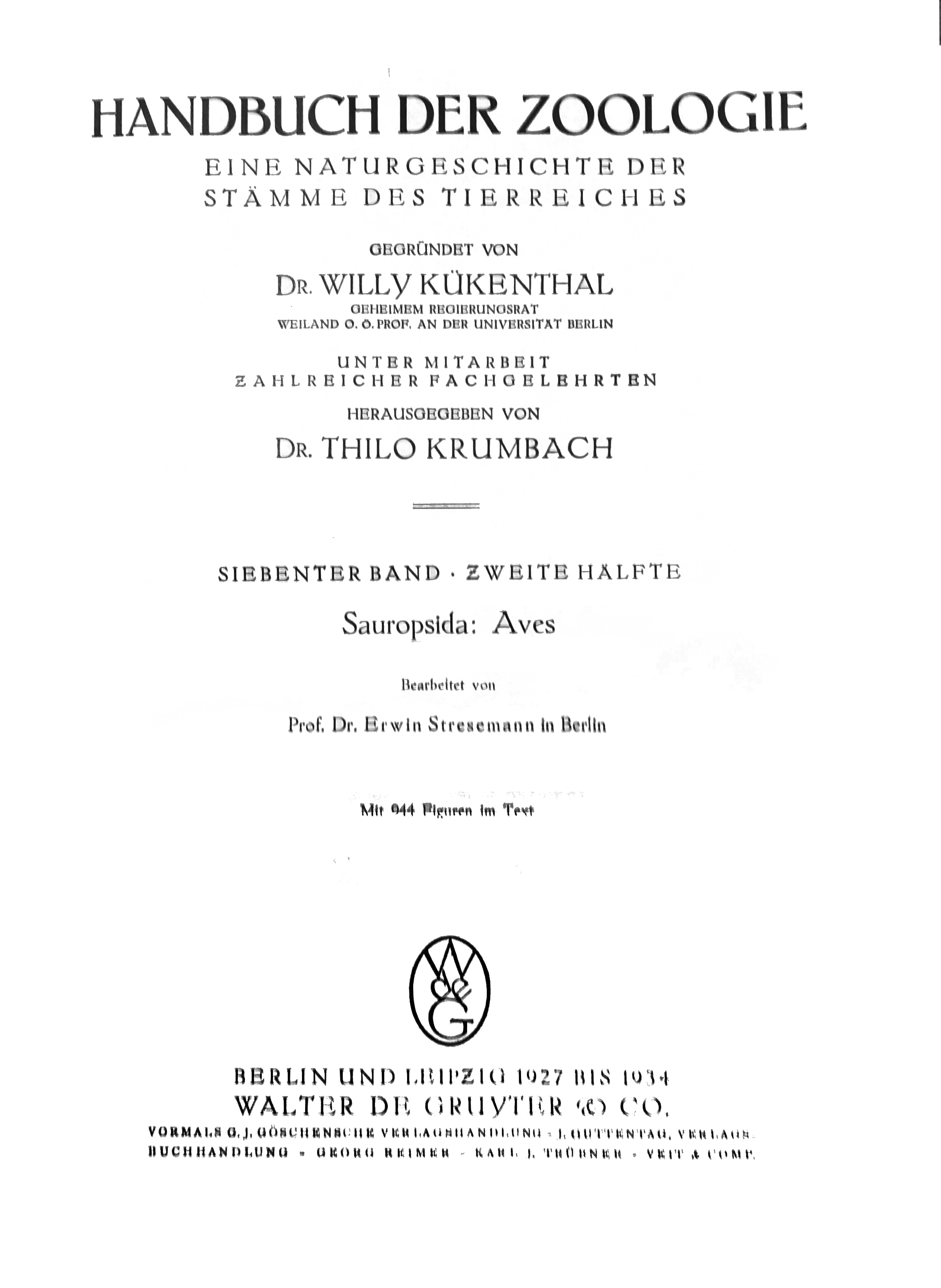
Página de rosto do volume de 1934

Uma das primeiras conquistas de Stresemann foi a autoria das peças sobre Aves no Handbuch der Zoologie. Em 1914, foi oferecida a tarefa de editor da série para Willy Kükenthal (1861–1922), depois que outros como Anton Reichenow (1847–1941), Valentin Haecker (1864–1927) e Oskar Heinroth (1871–1945) se recusaram a assumí-las como eles estavam preocupados. Sua posição como estudante de zoologia de 24 anos em comparação com os outros era notável e Jurgen Haffer observa que esse trabalho serviu de trampolim para sua carreira futura. Stresemann teve colegas e mentores eminentes como Ernst Hartert, Carl Zimmer, Otto Kleinschmidt e Carl Eduard Hellmayr. A obra de Aves continuou a ser atualizada até 1934 e Stresemann produziu um dos tratados mais abrangentes sobre aves. Cobriu anatomia, morfologia, comportamento, fisiologia e evolução de uma forma que nenhum outro trabalho havia feito antes. Não foi até a década de 1960 que algo comparável foi produzido no idioma inglês no trabalho de vários autores editado por A.J. Marshall (1960–1961) e mais tarde na série de vários volumes sobre Avian Biology editada por Farner e King.

## Berlim

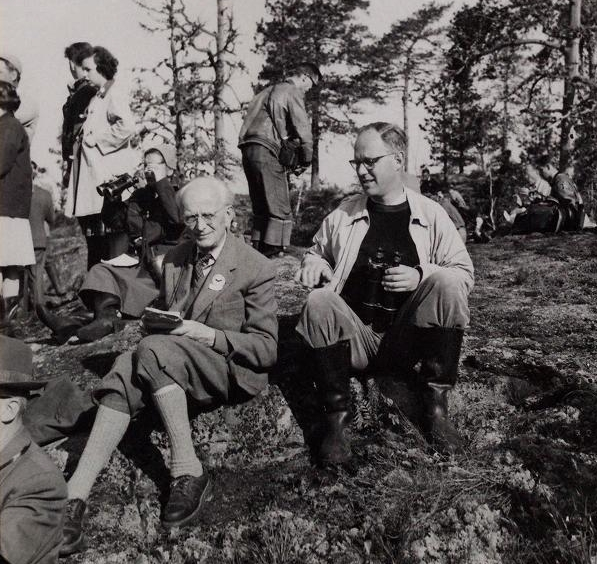
Stresemann (esquerda) em Vesterkulla, 8 de junho de 1958, durante o XII Congresso Ornitológico na Finlândia

Em 1920, ele sucedeu Anton Reichenow (que tinha em torno dos setenta) como curador de ornitologia no Museu Zoológico de Berlim, cargo que manteve até sua aposentadoria em 1961. A nomeação surpresa foi por influência de Kükenthal. Ele participou de reuniões da Deutsche Ornithologen-Gesellschaft, onde era conhecido por sua argumentação. Ele provou ser uma pessoa de ampla leitura e imenso conhecimento. Seu primeiro aluno foi Bernard Rensch. Isso foi seguido por Theodor Elsässer, que estudou penas iridescentes para seu doutorado. Isto foi seguido por Ernst Mayr em zoogeografia, Ernst Schüz na evolução do pó para baixo, Wilhelm Meise em sistemática, Emil Kattinger e Fritz Frank. Eles perseguiram diversos tópicos em ornitologia. Tornou-se professor em 1930 e de 1946 a 1961 foi professor titular na Universidade Humboldt de Berlim . Em novembro de 1935, Stresemann foi convidado para a Universidade de Yale por Leonard Cutler Sanford e recebeu uma oferta de cargo lá. Stresemann, entretanto, sentia que pertencia a Berlim. Ele escreveu que poderia ter trabalhado lá, mas não poderia morar lá. Durante os anos de guerra de 1941, ele garantiu que as 40.000 peles de pássaros e livros raros fossem armazenados com segurança em um armário subterrâneo. Eles foram restaurados com segurança após a guerra. Ele também manteve contato com ornitólogos europeus que se tornaram prisioneiros de guerra alemães, como David Bannerman. Ele garantiu que eles também obtivessem os trabalhos de pesquisa mais recentes. Ao longo da sua carreira, trabalhou continuamente em diversas áreas da ornitologia e manteve um interesse alargado que lhe permitiu produzir um importante tratado sobre a história e desenvolvimento da área da ornitologia. Na década de 1960, ele reconheceu suas próprias fraquezas em não entender as aplicações da estatística na ornitologia ou as abordagens bioquímicas da sistemática. Nesse ponto, ele mudou o foco, junto com sua segunda esposa Vesta, para o estudo dos padrões de muda em pássaros. O Frank M. Chapman Memorial Fund permitiu que ele examinasse coleções de pássaros em todo o mundo para estudar a muda. Em seu trabalho de 1966 dedicado a Oskar Heinroth, ele examinou padrões de muda e procurou ver se havia padrões filogenéticos neles e concluiu que eles não apresentavam nenhuma relação clara. Ele encontrou várias outras características biológicas que pareciam influenciar a muda, pelo menos das penas de voo. Ele foi condecorado com a Ordem de Mérito Patriótica da RDA. Nas décadas de 1960 e 1970, ele e sua esposa receberam permissões especiais para atravessar o muro de Berlim a qualquer momento para visitar o Museu Zoológico.

## Influências

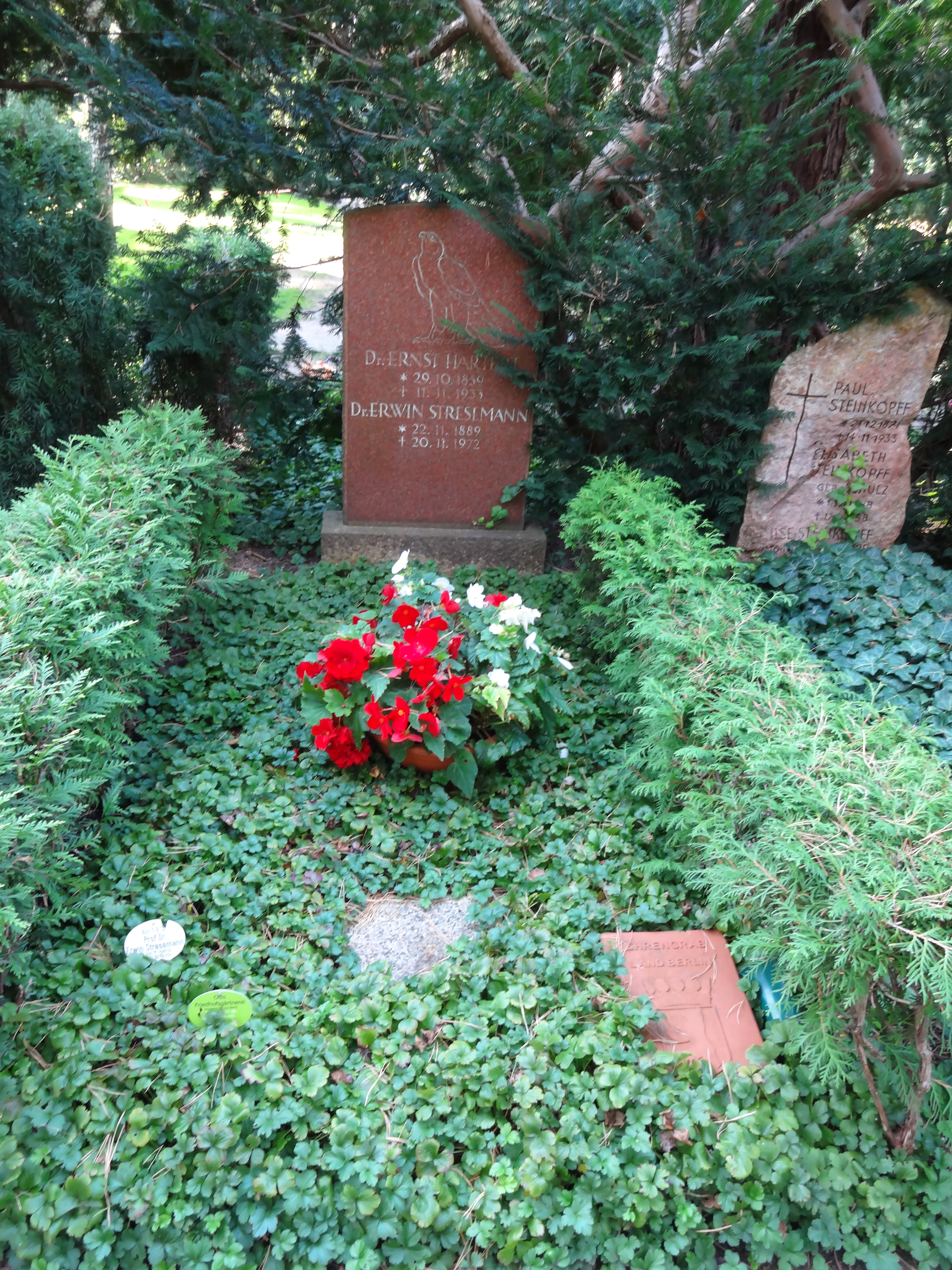
As cinzas de Stresemann foram enterradas junto com o túmulo de seu mentor Ernst Hartert em Waldfriedhof Dahlem

Stresemann foi um dos ornitólogos mais destacados do século 20, porém, muitas vezes não é reconhecido fora da Alemanha porque a maioria de suas obras foram escritas em alemão e ignoradas devido às rivalidades da guerra. Aos 40 anos, Stresemann foi eleito presidente do 8º Congresso Internacional. Ele encorajou vários jovens cientistas alemães, incluindo seu aluno mais famoso, Ernst Mayr, e Bernhard Rensch. Stresemann havia proposto que o isolamento geográfico era a chave para a especiação das aves, uma ideia que foi desenvolvida posteriormente por Mayr. A influência de Stresemann na ornitologia foi por meio de seu trabalho Aves, a redação do Journal für Ornithologie, a liderança do DO-G e a orientação de alunos. Ele estabeleceu o que foi chamado de "Nova Biologia Aviária". Mayr, no entanto, observou que, apesar de ser progressivo, Stresemann não compreendeu totalmente a síntese da evolução e da genética.
Stresemann foi o editor de longa data do Journal für Ornithologie (1922 em diante). Como editor, ele mudou da ênfase tradicional em faunística e coleções para uma preferência por artigos que lidam com anatomia, fisiologia, estudos de história de vida e comportamento de pássaros. Sua principal publicação foi o volume Aves (1927–1934) no Handbuch der Zoologie (Manual de Zoologia). Ele também escreveu Entwicklung der Ornithologie von Aristoteles bis zur Gegenwart (1951), uma revisão do desenvolvimento da ornitologia de Aristóteles aos tempos modernos, traduzida para o inglês em 1975 como "Ornithology from Aristotle to the Present".

## Vida pessoal
Stresemann casou-se com Elisabeth Deninger, irmã de seu companheiro de expedição Karl Deninger, em 1916. Ela era filha do químico Albert Deninger, conhecido por seu trabalho em cremes dentais com flúor. Eles se divorciaram em 1939. Stresemann casou-se com Vesta, nascida Grote (que ficou viúva depois que seu marido Friedrich Hauchecorne (1894–1938; diretor do zoológico de Halle, foi morto em um acidente de caça) durante os anos de guerra em 1941 e eles trabalharam em muitos papéis ornitológicos, especialmente na muda, e ela sobreviveu a ele para viver 103 anos. Stresemann era conhecido por seu impecável senso de moda, sua personalidade afável e excelente dança na juventude. Ele era um excelente orador, acrescentando inteligência e humor com cuidado, e orgulhoso da língua alemã, apesar de saber inglês excelente. No Congresso Ornitológico de Oxford em 1934, ele fez intencionalmente um discurso presidencial de uma hora em alemão. Seu orgulho alemão sempre foi temperado por sua meticulosidade e quando a surpresa foi expressa depois que afrescos de perus foram encontrados na Catedral de Schleswig durante a restauração, Stresemann examinou cuidadosamente as evidências para ver se de fato as pinturas foram feitas no século XIII. No entanto, descobriu-se que os afrescos foram adicionados pelo artista de Hanover, August Olbers, que confessou adicioná-los ao restaurar danos em 1890.
Stresemann faleceria após uma série de problemas de saúde que surgiriam a partir do seu octogésimo aniversário. Em fevereiro de 1972, ele fez uma remoção de catarata nos olhos e ficou encantado com sua nova visão. No entanto, ele sofreu naquele outono com um problema cardíaco e desejou ser enterrado ao lado de seu mentor Ernst Hartert. Ele foi cremado e, de acordo com seus desejos, as cinzas foram enterradas no túmulo de Ernst Hartert no Waldfriedhof (cemitério da floresta) em Dahlen.

## Legado
Stresemann é comemorado nos nomes científicos de numerosas espécies de animais, incluindo uma espécie de lagartixa, Cyrtodactylus stresemanni, pelo menos duas borboletas (Walter Rothschild nomeou algumas borboletas da expedição às ilhas Molucas em homenagem a Stresemann. Uma destas, Papilio stresemanni, foi confundido pela imprensa alemã que pensou que relacionava Gustav Stresemann, então ministro das Relações Exteriores, com o magnata bancário judeu), um gafanhoto Oxya stresemanni e vários pássaros (Hylexetastes stresemanni descrito por Emilie Snethlage em 1925 e Zaratornis stresemanni são espécies completas, mas um número muito maior de pássaros o honra em seu nome subespecífico), um morcego Rousettus stresemanni e um molusco Isidora stresemanni. Algumas dessas espécies foram descritas na expedição de Stresemann às Molucas.